# Limes (België)
Limes is een plaats op de grens met Frankrijk (Limes is Latijn voor grens) in de Belgische Provincie Luxemburg in de gemeente Meix-devant-Virton.
Het plaatsje ligt in de vallei van de Courwé een riviertje dat ontstaat uit het samenvloeien te Limes van de Ruisseau de la Soye en de Ruisseau de la Planchette en enkele kilometers lang de grens vormt met Frankrijk.

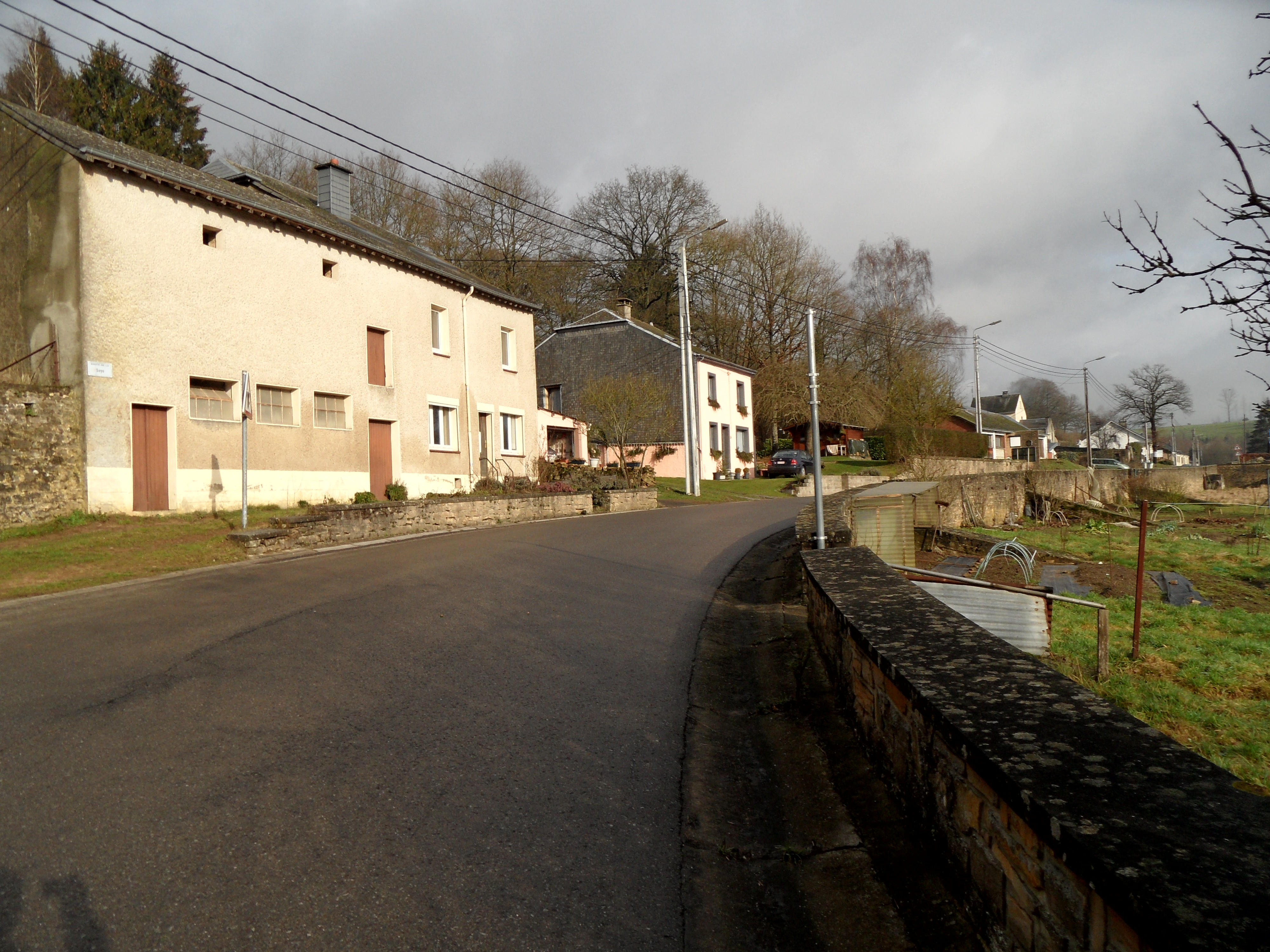
Hoofdstaat op de grens met Frankrijk.

Deelgemeenten: Gérouville · Meix-devant-Virton · Robelmont · Sommethonne · Villers-la-Loue

Overige dorpen: Belle Vue · Berchiwé · Houdrigny · Limes

Belgische gemeenten · Arrondissement Virton · Luxemburg · Wallonië